# Скуби-Ду, где ты!
«Скуби-Ду, где ты!» (англ. Scooby-Doo, Where Are You!) — первый мультсериал франшизы, повествующей о приключениях Скуби-Ду и его друзей. Создан студией Ханна-Барбера. Транслировался на канале CBS. Первый показ состоялся 13 сентября 1969 года. Сериал состоит из 2 сезонов и 25 серии, транслировавшихся с 1969 по 1970 год.

## Сюжет
Корпорация «Тайна» ведёт расследования самых загадочных преступлений, касающихся привидений и монстров.
Лидер команды — 17-летний парень Фред Джонс. Очень любит командовать, а также ставить «ловушки» (которые, правда, не всегда работают). Ему помогают Шэгги, трусливый пёс Скуби, учёная Велма Динкли, которая обычно разгадывает загадки преступлений, и красавица-фотомодель Дафна Блейк, которая нередко является приманкой для монстров. В основном только Шэгги и Скуби встречают на своём пути монстров, однако так их боятся (как впрочем, и остальные члены команды), что каждый раз удирают без оглядки. Но часто именно благодаря им команде удаётся разгадывать преступления. Например, Шэгги и Скуби могут найти какую-нибудь важную улику или заманить чудовище в ловушку, устроенную ребятами. Иногда даже бывает так, что они сами ловят монстра (часто просто случайно).
В конце каждой серии оказывается, что очередной монстр был ненастоящим, а под его маской скрывался преступник. Прямым продолжением этого сериала является «Скуби-Ду! Мистическая корпорация».

## Создатели
- Продюсеры и режиссёры: Джозеф Барбера и Уильям Ханна
- Помощник продюсера: Лью Маршалл
- Авторы сценария: Кен Спирс, Джо Руби, Билл Лутц
- Руководитель по сюжетам: Говард Свифт
- Роли озвучивали: Николь Джаффе (Вилма, 1-2 сезоны), Пэт Стивенс (Вилма, 3 сезон), Кейси Кейсем (Шэгги), Дон Мессик (Скуби-Ду), Вик Перрин, Хэл Смит, Джон Стефенсон, Жан Вандер Пыль, Фрэнк Уэлкер (Фред), Стефанинна Кристоферсон (Дафни, 1 сезон), Хезер Норт (Дафни, 2-3 сезоны), Джун Форей
- Режиссёр-мультипликатор: Чарльз А. Николс
- Производитель: Ивао Такамото
- Руководитель по производству: Виктор. О. Шипек
- Планировка: Боб Сингер, Альваро Арке, Майк Аренс, Рик Гонсалес, Пол Грювелл, Алексей Игнатьев, Билл Лайгнат
- Художники-мультипликаторы: Билл Кейл, Джордж Роули, Оливер E. Каллахан, Руди Катальди, Жденко Гашпарович, Боб Гоу, Хикс Лоуки, Эд Лав, Билл Нунис, Джоан Орбисон, Джей Сэрбрай, Кен Саузворт, Ллойд Воган
- Художник: Уолт Пиргой
- Фоны: Рон Диас, Даниела Билека, Гэри Ниблетт, Ролли Олива
- Дизайн названия: Билл Перес
- Диалоги: Роберт Шефер
- Композитор: Тед Николс
- Технический руководитель: Фрэнк Пэйкер
- Руководитель по окраске: Роберта Грютерт
- Ксерография: Роберт «Тигр» Вест
- Звукорежиссёр: Ричард Олсон
- Монтаж: Грегори Ватсон, Тед Бейкер, Чип Варас
- Операторы: Дик Бланделл, Джордж Эпперсон, Чарльз Флекэл, Билл Колтер, Клифф Ширпсер, Рой Вэйд

## Список серий
| Сезон | Серии | Серии | Даты показа      | Даты показа     | Даты показа |
| Сезон | Серии | Серии | Первая серия     | Последняя серия | Канал       |
| ----- | ----- | ----- | ---------------- | --------------- | ----------- |
| 1     | 17    | 17    | 13 сентября 1969 | 17 января 1970  | CBS         |
| 2     | 8     | 8     | 12 сентября 1970 | 31 октября 1970 | CBS         |
| 3     | 16    | 16    | 9 сентября 1978  | 23 декабря 1978 | ABC         |

## Серии

### Сезон 1 (1969—1970)
| № общий | № в сезоне | Название                                                              | Злодей                                                              | Личность злодея                 | Дата премьеры    |
| ------- | ---------- | --------------------------------------------------------------------- | ------------------------------------------------------------------- | ------------------------------- | ---------------- |
| 1       | 1          | «Ну и ночка для рыцаря» «What a Night for a Knight»                   | Чёрный рыцарь                                                       | Мистер Виклз                    | 13 сентября 1969 |
| 2       | 2          | «Улика для Скуби-Ду» «A Clue for Scooby-Doo»                          | Капитан Катлер                                                      | он сам                          | 20 сентября 1969 |
| 3       | 3          | «Засада в замке» «Hassle in the Castle»                               | Призрак                                                             | Блюстоун Великий                | 27 сентября 1969 |
| 4       | 4          | «Не лезь в чужое дело» «Mine Your Own Business»                       | Шахтер 49                                                           | Смотритель Хэнк Бадс            | 4 октября 1969   |
| 5       | 5          | «Ловушка для похитителя собак» «Decoy for a Dognapper»                | Индейский колдун                                                    | Бак Мастерс                     | 11 октября 1969  |
| 6       | 6          | «Что случается, когда привидение появляется» «What the Hex Going On?» | Элиас Кингстон                                                      | Стюарт Уэзерби                  | 18 октября 1969  |
| 7       | 7          | «Не прикидывайся человеком-обезьяной» «Never Ape an Ape Man»          | Человек-обезьяна                                                    | Карл Стантер                    | 25 октября 1969  |
| 8       | 8          | «Нехорошие забавы в луна-парке» «Foul Play in Funland»                | Робот                                                               | Робот Чарли и Сара Дженкинс     | 1 ноября 1969    |
| 9       | 9          | «Переполох за кулисами» «The Backstage Rage»                          | Кукловод                                                            | Мистер Пьетро                   | 8 ноября 1969    |
| 10      | 10         | «Безумные приключения в цирке» «Bedlam in the Big Top»                | Призрак клоуна                                                      | Гарри-гипнотизер                | 15 ноября 1969   |
| 11      | 11         | «Проделки прыгающих призраков» «A Gaggle of Galloping Ghosts»         | Граф Дракула, Человек-Волк, Монстр Франкенштейна и цыганка Карлотта | Большой Боб Окли                | 22 ноября 1969   |
| 12      | 12         | «Скуби-Ду и мумия» «Scooby-Doo and a Mummy, Too!»                     | Мумия Анкха                                                         | Доктор Наджиб                   | 29 ноября 1969   |
| 13      | 13         | «Путаница с ведьмами» «Which Witch Is Which?»                         | Ведьма и Зомби                                                      | Зеб Перкинс и Зик Супер         | 6 декабря 1969   |
| 14      | 14         | «Убирайся, корабль-призрак» «Go Away Ghost Ship»                      | Призрак Рыжей Бороды                                                | Мистер Магнус и его приспешники | 13 декабря 1969  |
| 15      | 15         | «Страшный призрак пришельца» «Spooky Space Kook»                      | Космический призрак                                                 | Генри Баскомб                   | 20 декабря 1969  |
| 16      | 16         | «Спокойно, ночи ужаса не бывает» «A Night of Fright Is No Delight»    | Хихикающие зеленые призраки                                         | Косгуд Крипс и Катберт Краулз   | 10 января 1970   |
| 17      | 17         | «Это зимнее привидение» «That's Snow Ghost»                           | Снежный призрак                                                     | Мистер Гринвей                  | 17 января 1970   |

### Сезон 2 (1970)
| № общий | № в сезоне | Название                                                                         | Злодей                                 | Личность злодей                            | Песня погони         | Дата премьеры    | Произв. код |
| ------- | ---------- | -------------------------------------------------------------------------------- | -------------------------------------- | ------------------------------------------ | -------------------- | ---------------- | ----------- |
| 18      | 1          | «Призрак Хайда» «Nowhere to Hyde»                                                | Призрак мистера Хайда                  | Доктор Джекилл                             | Recipe for My Love   | 12 сентября 1970 | 201         |
| 19      | 2          | «Переполох из-за таинственной маски» «Mystery Mask Mix-Up»                       | Дзен Туо и Пугающая пара               | Мистер Фонг и два наемных прихвостня       | I Can Make You Happy | 19 сентября 1970 | 202         |
| 20      | 3          | «Ночь Скуби с отмороженным ужасом» «Scooby's Night with a Frozen Fright»         | Пещерный человек                       | Профессор Уэйн                             | Seven Days a Week    | 26 сентября 1970 | 204         |
| 21      | 4          | «Загадочное приведение» «Jeepers, It's the Creeper»                              | Ползун                                 | Мистер Карсвелл                            | Daydreamin'          | 3 октября 1970   | 203         |
| 22      | 5          | «Дом с приведениями» «Haunted House Hang Up»                                     | Безголовый призрак и Призрачный парень | Мистер Стилуолл и Мистер Шэнкс             | Love the World       | 10 октября 1970  | 205         |
| 23      | 6          | «Беспардонные угрозы Тики» «A Tiki Scare Is No Fair»                             | Доктор Ведьма и Мано Тики Тиа          | Мистер Джон Симмс и безымянный прихвостень | N/A                  | 17 октября 1970  | 206         |
| 24      | 7          | «Кто боится большого страшного оборотня» «Who's Afraid of the Big Bad Werewolf?» | Призрак-оборотень                      | Погонщик овец                              | Tell Me, Tell Me     | 24 октября 1970  | 207         |
| 25      | 8          | «Не шутите с фантомом» «Don't Fool with a Phantom»                               | Восковой фантом                        | Роджер Стивенс                             | Pretty Mary Sunlight | 31 октября 1970  | 208         |

### Сезон 3 (1978)
Первые десять серий 16-серийного сезона 1978 года «Скуби-Ду» выходили в эфир под названием «Скуби-Ду, где ты!» с использованием оригинальных вступительных и заключительных роликов 1969 года. Возрожденный сериал был отменен 11 ноября 1978 года, а оставшиеся шесть эпизодов, предназначавшиеся для возрождения, были показаны в блоке «Scooby’s All-Stars»; все 16 эпизодов были повторно показаны в рамках этого цикла, а позже попали в синдикацию как часть «The Scooby-Doo Show».
| № общий | № в сезоне | Название                                                                           | Злодей                                          | Личность злодея                  | Дата премьеры    |
| ------- | ---------- | ---------------------------------------------------------------------------------- | ----------------------------------------------- | -------------------------------- | ---------------- |
| 26      | 1          | «Берегись! Уиллавау!» «Watch Out! The Willawaw!»                                   | Виллоу и Человек-сова                           | Серый Лис и два прихвостня       | 9 сентября 1978  |
| 27      | 2          | «Уголовники в Бермудском треугольнике» «A Creepy Tangle in the Bermuda Triangle»   | Человек-скелет                                  | Доктор Гримсли и его приспешники | 16 сентября 1978 |
| 28      | 3          | «Страшная встреча со снежным зверем» «A Scary Night with a Snow Beast Fright»      | Снежный зверь                                   | Доктор Баптист                   | 23 сентября 1978 |
| 29      | 4          | «Охота на ведьм» «To Switch a Witch»                                               | Призрак Милиссы Уилкокс                         | Сестра-близнец Арлин Уилкокс     | 30 сентября 1978 |
| 30      | 5          | «Гудроновое чудище» «The Tar Monster»                                              | Гудроновое чудище                               | Мистер Стоунер                   | 7 октября 1978   |
| 31      | 6          | «Высокогорный полет над ущельем чудовищ» «A Highland Fling with a Monstrous Thing» | Призрак Финньяна Макдаффа и Лохнесское чудовище | Джейми Крэгмур                   | 14 октября 1978  |
| 32      | 7          | «Темные дела Железного лица» «The Creepy Case of Old Iron Face»                    | Старое железное лицо                            | Мама Миона                       | 21 октября 1978  |
| 33      | 8          | «Ого! Это же Джагуаро» «Jeepers, It's the Jaguaro!»                                | Джагуаро                                        | Барни                            | 28 октября 1978  |
| 34      | 9          | «Кошачья хитрость коварного похитителя» «Make a Beeline Away from that Feline»     | Кошачье существо                                | Доктор Белл                      | 4 ноября 1978    |
| 35      | 10         | «Страшный случай в ботаническом саду» «The Creepy Creature of Vulture's Claw»      | Богомол                                         | Профессор Грир                   | 11 ноября 1978   |
| 36      | 11         | «Демон добычи дисков» «The Diabolical Disc Demon»                                  | Призрак (Демон добычи дисков)                   | Эйс Декейд                       | 18 ноября 1978   |
| 37      | 12         | «Приключения Скуби в Китае» «Scooby's Chinese Fortune Kooky Caper»                 | Лунный монстр                                   | Дядя Чин Вонг Синг               | 25 ноября 1978   |
| 38      | 13         | «Приключения в Венеции» «A Menace in Venice»                                       | Призрачный гондольер                            | Марио                            | 2 декабря 1978   |
| 39      | 14         | «Не подходи близко к Крепости Страха» «Don't Go Near the Fortress of Fear»         | Призрак Хуана Карлоса                           | Капитан Эдди                     | 9 декабря 1978   |
| 40      | 15         | «Колдун Уимбилдона» «The Warlock of Wimbledon»                                     | Колдун Антос                                    | Ник Томас и Джон Привратник      | 16 декабря 1978  |
| 41      | 16         | «Чудовище бездонного озера» «The Beast Is Awake in Bottomless Lake»                | Чудовище бездонного озера                       | Джули                            | 23 декабря 1978  |